# ノックスの十戒
ノックスの十戒（ノックスのじっかい、英: Knox's Ten Commandments）は、ロナルド・ノックスが、1928年に編纂・刊行したアンソロジー THE BEST DETECTIVE STORIES OF THE YEAR 1928 （ヘンリー・ハリントンと共編）の序文において発表した、推理小説を書く際のルールである。「探偵小説十戒」（英: Detective Story Decalogue）ともいう。本記事では単に「十戒」と表記する。
S・S・ヴァン＝ダインによる「ヴァン・ダインの二十則」と並んで推理小説の基本指針となっている。
日本では探偵小説家の甲賀三郎が1935年に雑誌『月刊探偵』で紹介（「探偵小説入門」1935年12月号、1936年1月号、4月号）、翌1936年3月には評論家・翻訳家の井上良夫が、ノックス『陸橋殺人事件』の翻訳（柳香書院『世界探偵名作全集』第5巻）の訳者序文で紹介した。戦後、江戸川乱歩が1951年刊行の評論集『幻影城』冒頭に収めた「探偵小説の定義と類別」で取り上げている。
なお、「十戒」を意図的に破った作品や、「十戒」の記述を逆手にとったトリックを用いた作品も数多く存在している。ノックス自身「すべての作家にルール厳守を望むわけではなく、げんにこの選集に採録した幾編にも、ルール違反が明らかに見受けられる」と認めている。ノックス自身も「十戒」を破った作品を発表しており、ユーモア精神から冗談半分に書かれたとする見方も多い。

## 内容
1. 犯人は、物語の当初に登場していなければならない。ただしその心の動きが読者に読みとれている人物であってはならない。
2. 探偵方法に、超自然能力を用いてはならない。
3. 犯行現場に、秘密の抜け穴・通路が1つより多くあってはならない。
4. 未発見の毒薬、難解な科学的説明を要する機械を犯行に用いてはならない。
5. 主要人物として「中国人」を登場させてはならない。
6. 探偵は、偶然や第六感によって事件を解決してはならない。
7. 変装して登場人物を騙す場合を除き、探偵自身が犯人であってはならない。
8. 探偵は、読者に提示していない手がかりによって解決してはならない。
9. サイドキック[注 2]は、自分の判断を全て読者に知らせねばならない。また、その知能は、一般読者よりもごくわずかに低くなければならない。
10. 双子・一人二役は、予め読者に知らされなければならない。

### 補足

#### 第1戒
ノックスはアガサ・クリスティ作品のいくつか（具体的な作品名は挙げられていない）が違反例になるとしている。江戸川乱歩は具体例として「物語の記述者が犯人」のケースを挙げている。

#### 第2戒
ノックスはブラウン神父ものについて、「犯罪が魔力によるものと思わせることで読者を欺く」ことを批判している。江戸川乱歩は具体例として「神託、読心術など」を挙げている。

#### 第3戒
ノックスは、秘密の通路が許容されるケースについて「事件の舞台となる建物に、そのような設備があってもおかしくない場合に限って許される」としている。

#### 第4戒
ノックスは違反例としてソーンダイク博士ものを挙げている。

#### 第5戒
今日この「中国人」は超人的な身体能力の持ち主と解釈される。
ノックス自身の説明は以下の通りである。
なぜこれがルールのーつであるのか、筆者自身にも明確な説明ができかねるが、われわれ西欧人のあいだには、“中国人は頭脳が優秀でありながら、モラルの点で劣る者が多い”との偏見が根強い。したがって――筆者は観察した事実を指摘するだけだが――“チン・ルーの切れ長の目”といった描写に出合ったら、即座にページを閉じるのが賢明な処置であろう。それは出来のよい作品ではないのである。筆者の思い浮かぶ唯一の例外は――まだほかにも数編はあるのだろうが――アーネスト・ハミルトン卿の『メムワースの四つの悲劇』だけである。

江戸川乱歩は「西洋人には中華人〔ママ〕は何となく超自然、超合理な感じを与えるからであろう」という解釈を示している。

#### 第7戒
ノックスは「このルールの適用は、探偵が物語の真実の意味において探偵であることを、作者自身が保証している場合にかぎる」としている。

#### 第10戒
ノックスは補足として、犯人に人並み外れた変装能力を持たせることも認めるべきではない、ただし、舞台に出た経験があるなどといったことをあらかじめ読者にほのめかしている場合は除く、としている。

## 評価
江戸川乱歩は『幻影城』において、ヴァン・ダインの二十則とともに「この二つの戒律は、謂わば探偵小説初等文法であって、力量のある作家はこういう文法を無視して優れた作品を書いている例も多く、現在ではもう戒律などの時代を通りすぎているのだが、一九二八年頃には、英米とも謎小説の愛好心が高潮し、こういう戒律まで生れたという点に深い興味がある」と評している。

## 派生作品
第5戒は、その奇妙な内容からいくつかの小説の題材となっている。
小林信彦は「クアラルンプールの密室」（『超人探偵』新潮社、1981年、所収）で、イギリス人にとって中国人は見分けがつかないので扱いに困る、という解釈を示している。
法月綸太郎の『ノックス・マシン』（角川書店、2013年）は、第5戒の謎をSF仕立てで解明する、という設定の作品である。
また、玩具堂のライトノベルである『探偵くんと鋭い山田さん』(KADOKAWA、2020年)では、ノックスの十戒及びヴァン・ダインの二十則に則り、本作のキャラクターが作中に登場する推理小説を、中身は読まずに表紙カバーに書かれたあらすじと登場人物だけを見て犯人を特定するシーンがある。